# Beryl Koltz
Beryl Koltz, née le 29 octobre 1974 à Paris, est une réalisatrice de cinéma et conceptrice multimédia luxembourgeoise. 

## Origines
Née le 29 octobre 1974 à Paris, Beryl Koltz est la fille de Jean-Luc Koltz et de l'artiste-peintre Michèle Chedid, sœur de Louis Chedid. Du côté paternel, elle est la petite-fille de la poétesse et écrivaine luxembourgeoise Anise Koltz et, du côté maternel, petite-fille de la poétesse et écrivaine française Andrée Chédid. Elle est ainsi la cousine de Mathieu Chedid pour lequel elle réalise en 2012 le clip de la chanson Mojo.

## Parcours
Son parcours a été récompensé d’une quinzaine de prix internationaux dont un Prix Canal+ et un Mélies d’Or (2006), une programmation au MoMA de New York (2006), trois Luxembourg Filmprize (2006, 2008, 2012), une nomination aux Victoires de la Musique en France (2013), un Prix de la Rédaction de Courrier International (2015) ainsi qu’un Creativity Award au FIFA de Montréal (2016). 
En 2018, elle est engagée à l'Œuvre nationale de secours grande-duchesse Charlotte puis exerce, à partir de septembre 2020, la fonction de responsable stratégique de la promotion de l'image de marque au sein du Ministère des Affaires étrangères et européennes du Luxembourg.  

## Réalisations
- 2017 : Welcome to Wes, 10 Clés d'Accès au Monde de Wes Anderson, Cercle Cité, dans le cadre du Luxembourg City Film Festival, Exposition.
- 2016 : Son et Lumière 125 Joer Dynastie, projeté sur la façade du Palais Grand-Ducal à l'occasion des 125 ans de la Dynastie Luxembourg-Nassau les 8, 9 et 10 décembre 2016, Mapping 3D.
- 2016 : Têtes Chercheuses, Archives nationales de Luxembourg, Exposition multimédia.
- 2016 : Blackouts / Trous de Mémoire, Archives nationales de Luxembourg, Exposition participative.
- 2014-2015 : Soundhunters, A musical expedition, a_BAHN et Camera Talk, Arte/SWR, Documentaire musical.
- 2012 : Mojo, -M-, Matthieu Chedid, Universal/Suburb Films, Clip.
- 2011 : Hot Hot Hot, Samsa Film (Luxembourg), Artemis Production (Belgique) et Amour Fou (Autriche), Long-métrage.
- 2010 : Strangers in the Night, Lucil Film, Docufiction.
- 2009 : Easy, Clip pour Traumkapitän.
- 2009 : Last Exit to Brooklyn, Exit07, Video Loop.
- 2008 : Baiser d'adieu, Clip pour Pauline Croze, La Bohème Films.
- 2007 : Dudelange 100 ans, 100 visages, CNA et Ville de Dudelange, Documentaire.
- 2007 : Luxembourg from Hand to Hand, IKB, Montage d’Archives pour le Musée de Port Washington (États-Unis).
- 2006 : Auguste Trémont, CNA, Documentaire.
- 2005 : Starfly, Samsa Film, Court-métrage.
- 2004 : Un camp dans la ville, Médecins Sans Frontières, Documentaire.
- 2003 : Détours (Emwëer), Film sur les maladies psychiques à l’adolescence, Ministère de la Santé du Luxembourg, Documentaire.
- 2002 : Trixi Weis, Portrait d’Artiste, Samsa Film, Documentaire.
- 2001 : Your Chicken Died of Hunger, Samsa Film, Court-métrage.Notes et références